# John Charles Day
Pour les articles homonymes, voir Day.
Ne doit pas être confondu avec John Day.
John Charles Frederick Sigismund Day, né le 20 juin 1826 à La Haye et mort le 13 juin 1908 à Falkland Lodge, Newbury (Berkshire), est un juge et collectionneur britannique de tableaux. 

## Biographie
Après une scolarité à la Downside school (en), diplômé de l'université de Londres en novembre 1845, John Day entre au Middle Temple en 1849. Juge (juin 1882), il est en 1886 Président de la commission royale qui enquête sur les émeutes de Belfast. Juge de la Commission Parnell, éditeur de la Common Law Procedure Acts et du Roscoe's Nisi Prius, il se retire de la Haute Cour de justice en 1901 et est nommé au Conseil privé en 1902. 
Jules Verne le mentionne dans son roman P'tit-Bonhomme (partie 1, chapitre XI).
Collectionneur de peintures, sa collection incluait de nombreux tableaux de James Abbott McNeill Whistler. 
Mort le 13 juin 1908 dans sa demeure de Falkland Lodge à Newbury, sa collection est vendue le 14 mai 1909. 